# ريتشارد لي بيسلي
ريتشارد لي بيسلي هو سياسي أمريكي، ولد في 1930، وتوفي في 28 ديسمبر 2012. انتخب عضو مجلس نواب كارولاينا الجنوبية ‏.